# Monasterianos
Se llaman monasterianos o munsterianos a los herejes del siglo XVI que fueron seguidores de Juan de Leiden, de oficio sastre, unido a Juan Mateo de oficio panadero que se alzó como jefe de los anabaptistas. Los monasterianos aparecieron por primera vez hacia 1525 en algunas comarcas de Alemania. 
El nombre les viene del latín monasterium por el monasterio que ocuparon en Munster, ciudad que tomaron, y en el que cometieron execrables profanaciones. 